# Lettera di vettura ferroviaria
La lettera di vettura ferroviaria (RWB, dall'inglese RailWay Bill), nel trasporto ferroviario, è un documento di trasporto.

## Disciplina normativa
Esso è regolato, a livello internazionale, dalla "Convenzione Internazionale per le Merci in ferrovia", (CIM) stipulata a Berna il 25 ottobre 1952.
In diversi ordinamenti fra cui quello italiano quelli inglese e americano) prevedono l'emissione di un duplivettura "all'ordine" che possa essere trasferito mediante girata.
Tuttavia - in ottemperanza alla Convenzione succitata - il documento viene emesso attualmente solo in forma nominativa.
È auspicabile che questa limitazione venga rimossa perché l'adozione di un documento negoziabile renderebbe possibile il trasferimento di proprietà delle merci durante il viaggio e faciliterebbe gli interventi creditizi delle banche finanziatrici.

## Emissione
Viene emessa a stipulazione avvenuta del contratto di trasporto, che  è concluso nel momento in cui alla stazione di partenza la ferrovia accetta per il trasporto una merce accompagnata da un formulario precompilato detto appunto "lettera di vettura ferroviaria".
L'accettazione e la presa in carico della merce sono attestate dalla ferrovia mediante l'apposizione sulla lettera e sul suo duplicato (duplivettura) di un proprio bollo a calendario.
Dopo l'apposizione del bollo il duplicato (che fa prova anche del contratto di trasporto) viene consegnato al mittente, tale duplicato NON è un documento rappresentativo di merce ma solo di legittimazione. L'originale, assieme al "bollettino di consegna" ed alla "lettera di avviso" accompagna la merce.

## Uso e funzione
Per comprendere contenuto e funzione della LVF occorre ricordare le modalità mediante le quali la ferrovia procede alla consegna della merce a destino. Le merci vengono spedite "fermo stazione ferroviaria" e, quando esse giungono a destinazione la ferrovia manda a chi è indicato come destinatario sulla l.v.f. la "lettera di avviso".
Il destinatario, o persona da lui delegata, si reca in stazione con la lettera di avviso, firma il registro degli svincoli e si fa consegnare l'originale della lettera di vettura con il quale procede al ritiro della merce.
Lo svincolo è la condizione necessaria per ottenere la piena disponibilità della merce e, fino a quel momento, il mittente presentando il duplivettura può modificare le sue primitive istruzioni ordinando, secondo i casi:
- il ritiro alla stazione di partenza,
- il fermo in una qualsiasi stazione intermedia,
- la consegna ad un destinatario diverso da quello indicato nella lettera di vettura,
- la consegna in una stazione diversa da quella indicata oppure in una data diversa da quella dell'arrivo.